# Колокольня Воскресенского собора
Колокольня Воскресенского собора — историческое здание в Павловском Посаде, единственная сохранившаяся часть Воскресенского собора, некогда главного в городе. Построена в середине XIX века. Расположена на улице Мира, дом 1. Изображение колокольни было помещено на герб и флаг Павловского Посада.

## История
Каменный Воскресенский собор был построен в начале XVIII века. Сохранившася колокольня построена в 1838—1839 гг. "Наружный вид этого храма в первый раз изменился в 1838—1839 гг., когда при церковных старостах Аниките Петровиче Нырнове и Андрее Семеновиче Лабзине трапеза храма была удлинена пристройкою к западу и вновь построена настоящая колокольня". Подрядчиком каменной кладки был крестьянин Владимир Ромзанов. По рассказам современников, для бута под колокольню был привезен народом из Ямского леса громадный камень «с хорошую избу» и что при перевозке его был насмерть раздавлен один из участвующих (это обстоятельство подтверждается записью в метрические книги Воскр. цер. о смерти от задавления камнем за 1838 г. мая 25 дня, № 41, крестьянина д. Афонасова, Хрисанфа Антипова, 35 лет). Колокол весом 1000 пудов (почти 16 с половиной тонн, такие колокола в России были наперечет) был отлит на средства известного богородского (в последствии павлово-посадского) купца второй гильдии почетного гражданина Давыда Ивановича Широкова (1790-1849). Он же субсидировал устройство, установку золоченой главы и креста на новую колокольню в 1839 г. (см. «Московские губернские ведомости» № 22 за 1845 г.). За многогранную благотворительную деятельность «в пользу государственных крестьян Богородского уезда» Д.И. Широков был награжден 2 золотыми медалями «За усердие» на Аннинской ленте для ношения на шее.
В 1891 году на колокольне собора разместили куранты, снабжённые механизмом немецкого производства. Собор был закрыт в 1939 году, в нём разместился склад. После взрыва кислородных баллонов в 1950-х гг. церковь была снесена, сохранилась только колокольня, которая была передана краеведческому музею. В 1998 году колокольня была возвращена церкви, с 2002 года в колокольне и советской пристройке к ней действует храм Воскресения Словущего.

## Архитектура
Колокольня — одна из главных высотных доминант города. Она относится к стилю ампир. Колокольня возведена из кирпича с белокаменными деталями. Она состоит из трёх основных ярусов, первые два квадратные в плане, третий (ярус звона) — круглый. Над последним из них — небольшое цилиндрическое помещение, на котором находятся часы, а внутри — их механизм. Нижний ярус рустован, над ним фриз дорического ордера, дополненный фронтонами и аттиками. Второй ярус имеет ризалиты с четырёх сторон, которые оформлены сдвоенными колоннами коринфского ордера. Ордерные элементы использованы и на третьем ярусе. Поскольку колокольня рассчитана на восприятие издали, детали в некоторых местах упрощены, в частности, нет лепнины на капителях.